# Maurice Nivat

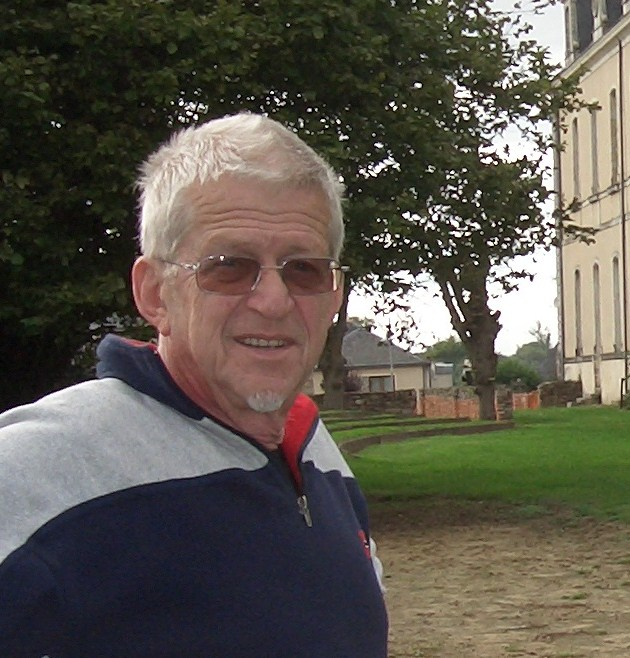
Maurice Nivat, 2006

Maurice Nivat (* 21. Dezember 1937 in Clermont-Ferrand; † 21. September 2017) war ein französischer Informatiker.

## Leben
Nivat war der Sohn von Lehrern (seine Mutter war Mathematiklehrerin, sein Vater war Literaturlehrer) und zog mit seinen Eltern 1954 nach Paris. Er studierte ab 1956 an der École Normale Superieure, arbeitete ab 1959 am neu gegründeten Computer Labor des CNRS, dem Blaise Pascal Institut, und wurde 1967 bei Marcel-Paul Schützenberger an der Universität Grenoble in Mathematik promoviert (Thèse d’Etat, Transduction des langages de Chomsky). Ab 1965 hatte er Positionen an der Universität Grenoble und dann an der Universität Rennes. Er war seit 1969 Professor an der Universität Paris, später der Universität Paris VII (Denis Diderot), an der er 2001 emeritierte, aber danach noch weiter forschte. In den 1970er Jahren baute er auch verschiedene Forschungsgruppen an der IRIA (Institut de Recherche en Informatique et Automatique, gegründet 1967, später INRIA) auf und später an den Universitäten Paris 6 und 7 mit Schützenberger und Louis Nolin. Er war 1975 einer der Gründer des Laboratoire d´Informatique Théorique et Programmation (LITP) und bis 1985 dessen Ko-Direktor.
Nivat befasste sich mit Theorie formaler Sprachen, Semantik von Programmiersprachen und Diskreter Geometrie.
1983 wurde er korrespondierendes Mitglied der Académie des sciences und 1989 ordentliches Mitglied der Academia Europaea. Er ist Gründungsmitglied der EATCS (mit Jaco de Bakker, Corrado Böhm, Mike Paterson) und war 1975 einer der Gründer der Zeitschrift Theoretical Computer Science. Er war Ehrendoktor der Université de Québéc in Montreal und der Universität Bologna, Offizier der Ehrenlegion und des Ordre du Mérite.
2002 erhielt er den EATCS-Award.
Er war mit Paule Nivat verheiratet, Professorin für Statistik an der Universität Paris 13. Seine Schwester Aline Bonami ist Mathematikerin und sein Bruder Georges Nivat ist Slawist und Russlandexperte.